# Synegia medioxima
Synegia medioxima är en fjärilsart som beskrevs av Louis Beethoven Prout 1928. Synegia medioxima ingår i släktet Synegia och familjen mätare. Inga underarter finns listade i Catalogue of Life.